# Mark 28 (торпеда)
Mark 28 — американская 533-мм противокорабельная торпеда, которой в 1946—1960 году вооружались подводные лодки ВМС США. Разработана в конце Второй мировой войны компанией Westinghouse Electric Corp., Sharon, Pa. В 1944—1952 годах произведено около 1700 единиц. В дальнейшем была заменена торпедой Mk 37.

## Другие статьи
- Список торпед ВМС США